# Pero (strojni dio)
Pero i spoj s perima najčešće je korišten spoj vratila i glavčine, prvenstveno primjeren za mirna opterećenja. Pera, slično kao i klinovi, imaju pravokutan poprečan presjek, ali su im donja i gornja ploha paralelne. Prilikom ugradnje, najprije se umeće pero u žlijeb vratila, a zatim se namješta glavina na željeno mjesto na vratilu. S obzirom na to da između gornje plohe pera i žlijeba glavine postoji zračnost, to omogućuje centriranje položaja elemenata na vratilu.
Spojevi s perima zbog toga su, u usporedbi s klinovima, primjereni za veće brzine vrtnje. Okretni moment kod pera se prenosi samo oblikom preko površinskog pritiska na bočne dodirne površine između pera i žlijeba glavine. Pera se izrađuju od istih materijala kao i klinovi.

## Vrste pera
Standardne izvedbe pera mogu pri jednakoj širini b imati različitu visinu h. Prema tome se razlikuju (HRN M.C2.060 do 062):
- visoka pera, standardizirana prema DIN 6885 (ISO 773),
- niska pera, koja su standardizirana prema DIN 6885 (ISO 2491), a koriste se kod tankih glavina koje bi se upotrebom visokog pera previše oslabila.

Visoka i niska pera izrađuju se u dvije osnovne izvedbe:
- tip A sa zaokruženom čeonom plohom, gdje je žlijeb u vratilu izrađen prstastim glodalom, a dužina žlijeba jednaka je dužini pera,
- tip B s ravnom čeonom plohom, gdje je žlijeb u vratilu izrađen obodnim glodalom, a dužina žlijeba je duža od dužine pera.

### Tolerancije pera
Pera su izrađena s tolerancijom širine h9, dok je tolerancija širine žlijeba b i glavine ovisna o zahtijevanoj aksijalnoj pokretljivosti strojnih dijelova namještenih na vratilu. Tako se razlikuju spojevi vratila i glavine s:
- aksijalno nepokretnom glavčinom, gdje je između pera i žlijeba glavčine čvrsti dosjed,
- aksijalno pokretnom glavčinom, gdje je između pera i žlijeba glavčine labav dosjed.

## Spojevi perima
Ako se ne može dopustiti ekscentričnost koja nastaje kod spoja s uzdužnim klinovima između glavine i vratila, kao na primjer u zupčanim prijenosnicima, onda upotrebljavamo pera bez klinastog nagiba s paralelnim trbušnim i hrptenim plohama. Bokovi pera moraju u utoru čvrsto prilijegati da ne bi prigodom vrtnje bili deformirani. Između pera i donje plohe utora glavine ostaje obično zračnost. Pera prenose samo pomoću veze oblikom. Pera na kojima se za vrijeme pogona moraju glavine pomicati, kao na primjer pomični zupčanici, dobivaju lagan bočni dosjed i učvršćuje se u vratilu cilindričnim vijcima.
Standardna pera imaju oznaku od A do J, oblici E i F imaju provrte s navojem za vijke za istiskivanje, oblici G i J imaju s trbušne strane kosine za alate za vađenje pera. Oblik J osiguran je od pomicanja naponskim zatikom. Proračun se vrši kao kod utornih klinova na bočni tlak. U pogonu s prekidima mogu se uzeti 1,5 puta veće vrijednosti. Kod većeg broja pera po obodu uputno je vrijednosti množiti s 0,8 zato što jednako opterećenje svih pera nije vjerojatno. 
Da bi mogli zadovoljiti zahtjeve u pogledu točnosti i otpornosti koji se u tim slučajevima postavljaju, povodna se pera izrađuju od vučenog čelika čvrstoće σL ≈ 600 N/mm2, s preciznošću izrade većom nego kod klinova. Pera su standardizirana. Kako opterećenje u njihovim spojevima prenose samo bočne strane pera, njihova primjena ograničena je na slučajeve u kojima momenti okretanja ne prelaze stanovite srednje veličine. Povodna pera također nisu strojni dijelovi prikladni za prenošenje promjenjivih i udarnih opterećenja, jer djelovanje visokih tlakova na njihove bokove dovodi do oslabljenja spoja. S obzirom na ulogu u spoju ti se dijelovi obično dijele na čvrsta (fiksna) i klizna pera koji čine jednu skupinu, i na segmentne klinove koji čine drugu skupinu. 

### Fiksna i klizna pera
Između gornje površine pera i glavčine postoji zračnost koja omogućuje slobodno pomicanje dijela. Spoj kliznim perom, koji omogućuje pomicanje glavčine uzdužno po vratilu, je ostvaren time što je pero u tom spoju pričvršćeno za dno utora s pomoću dva upuštena vijka, a među njima je provrt s navojem za vijak za podizanje pera iz utora.